# Karate Kid: Legends
Karate Kid: Legends är en amerikansk action-dramafilm med premiär 2025. Filmen är regisserad av Jonathan Entwistle, efter ett manus skrivet av Rob Lieber. Det är den sjätte filmen i Karate Kid-franchisen.
Filmen hade biopremiär i Sverige den 29 maj 2025, utgiven av Sony Pictures Releasing.

## Handling
Filmen utspelar sig på amerikanska östkusten och kretsar kring en kinesisk tonåring som tränas av en hård men rättvis mentor.

## Rollista (i urval)
- Jackie Chan – Mr. Han
- Ralph Macchio – Daniel LaRusso
- Ben Wang – Li Fong
- Joshua Jackson – Victor
- Sadie Stanley
- Ming-Na Wen